# Stereodon
Genre
Synonymes
- Breidleria Loeske[1]
- Drepanium subg. Stereodon (Brid.) G. Roth[1]
- Hypnum subg. Stereodon Brid. (basionyme)[1]

Stereodon est un genre de mousses de la famille des Hypnaceae.
Stereodon pourrait être synonyme de Hypnum,.

## Liste des espèces
Selon GBIF (26 mai 2021) :
- Stereodon abyssinicus (Müll.Hal.) Mitt.
- Stereodon acicularis (Brid.) Mitt.
- Stereodon adscendens Lindb.
- Stereodon alaris (Müll.Hal.) Broth.
- Stereodon albescens (Hook.) Mitt.
- Stereodon aluminicola (Müll.Hal.) Mitt.
- Stereodon amblystegus Mitt.
- Stereodon angustatus Mitt.
- Stereodon angustus (Müll.Hal.) Mitt.
- Stereodon arbuscula (Sm.) Mitt.
- Stereodon arcticus (Sommerf.) Mitt.
- Stereodon asper Mitt.
- Stereodon assamicus Mitt.
- Stereodon aureo-nitidus Dixon, 1917
- Stereodon aureus (Schwägr.) Mitt.
- Stereodon auriculatus (Mont.) Mitt.
- Stereodon barteri Mitt.
- Stereodon basaltinus (Müll.Hal.) Broth. ex Paris
- Stereodon bipinnatus Mitten, 1891
- Stereodon borbonicus (Bél.) Mitt.
- Stereodon brachycarpus (Hampe) Mitt.
- Stereodon brachypelma (Müll.Hal.) Mitt.
- Stereodon braunii (Müll.Hal.) Mitt.
- Stereodon brevirostris (Griff.) Mitt.
- Stereodon buitenzorgii (Bél.) Mitt.
- Stereodon caespitosus (Hedw.) Mitt.
- Stereodon canadensis (Kindb.) Broth.
- Stereodon capillaceus (Griff.) Mitt.
- Stereodon celatus Mitt.
- Stereodon cerviculatus (Hook.f. & Wilson) Mitt.
- Stereodon circinalis (Hook.) Mitt.
- Stereodon clarescens Mitt.
- Stereodon cochlearifolius (Schwägr.) Mitt.
- Stereodon comes (Griff.) Mitt.
- Stereodon compressifolius (Mitt.) Mitt.
- Stereodon confertissimus Mitt.
- Stereodon contiguus Mitt.
- Stereodon crassicaulis (Müll.Hal.) Broth. ex Paris
- Stereodon crassicostatus Kindb.
- Stereodon creperus Mitt.
- Stereodon ctenium (Schimp. ex Besch.) Broth.
- Stereodon curvatus (Griff.) Mitt.
- Stereodon curvirostris (Schwägr.) Mitt.
- Stereodon cygnicollum Mitt.
- Stereodon cyparoides (Brid.) Mitt.
- Stereodon deflexus (Wilson) Mitt.
- Stereodon delicatulus (James) Broth.
- Stereodon densifolius (Brid.) Mitt.
- Stereodon deplanatus (Bruch & Schimp. ex Sull.) Mitt.
- Stereodon depressulus (Müll.Hal.) Broth.
- Stereodon diclados (Müll.Hal.) Broth. ex Paris
- Stereodon dieckii (Renauld & Cardot) Broth.
- Stereodon diffusus Mitt.
- Stereodon donnianus (Sm.) Mitt.
- Stereodon draytonii (Sull.) Mitt.
- Stereodon echinatus Mitt.
- Stereodon enervis (Schimp.) Lindb.
- Stereodon entodontella (Broth.) Broth.
- Stereodon ericoides (Hook.) Mitt.
- Stereodon erinaceus Mitt.
- Stereodon erraticus Mitt.
- Stereodon erythrocaulis Mitt.
- Stereodon fabronia (Schwägr.) Mitt.
- Stereodon fauriei (Cardot) Ignatov & Ignatova
- Stereodon fissidenticaulis (Paris) Broth. & Paris
- Stereodon flaccens (Besch.) Broth.
- Stereodon flaccus (Müll.Hal. & Kindb.) Broth. ex Paris
- Stereodon flavescens (Hook.) Mitt.
- Stereodon franchetii (Schimp. ex Besch.) Broth.
- Stereodon frondosus Mitt.
- Stereodon fruticellus Mitt.
- Stereodon fujiyamae Broth.
- Stereodon fulvonitens Mitt.
- Stereodon gedeanus (Müll.Hal.) Mitt.
- Stereodon glaucocarpus (Reinw. ex Schwägr.) Mitt.
- Stereodon harveyanus Mitt.
- Stereodon himalayanus Mitt.
- Stereodon hispidulus (Brid.) Mitt.
- Stereodon hoehnelii (Müll.Hal.) Lindau
- Stereodon homalophyllus Mitt.
- Stereodon hookeri Mitt.
- Stereodon humilis Mitt.
- Stereodon ichnotocladus (Müll.Hal.) Mitt.
- Stereodon implexus Broth. ex Paris
- Stereodon inflexus (Harv.) Mitt.
- Stereodon intextus (Voit) Brid.
- Stereodon intricatus (Hedw.) Lindb. & Arnell
- Stereodon ivoreanus Mitt.
- Stereodon jamesii (Sull.) Broth.
- Stereodon japonico-adnatum Broth.
- Stereodon jolliffii (Hook.f.) Mitt.
- Stereodon lacerulus Mitt.
- Stereodon laetus (Griff.) Mitt.
- Stereodon lagurus (Hook.) Mitt.
- Stereodon lancifolius (Harv.) Mitt.
- Stereodon leiophyllus Mitt.
- Stereodon lejolisii (Besch.) Broth.
- Stereodon lepidus Mitt.
- Stereodon leptocarpus (Schwägr.) Mitt.
- Stereodon leptorhynchoides Mitt.
- Stereodon leptorhynchus Brid.
- Stereodon leucodonteus (Müll.Hal.) Broth. ex Paris
- Stereodon lignicola (Mitt.) Mitt.
- Stereodon lilliei Dixon, 1930
- Stereodon longipes (Besch.) Broth.
- Stereodon longitheca Mitt.
- Stereodon loxensis (Hook.) Mitt.
- Stereodon luridus (Griff.) Mitt.
- Stereodon luzonensis Broth.
- Stereodon lychnites Mitt.
- Stereodon macrocarpus (Reinw. & Hornsch.) Mitt.
- Stereodon macropodus (Hedw.) Mitt.
- Stereodon minutidens (Müll.Hal.) Broth.
- Stereodon mollicellus Mitt.
- Stereodon neckeroideus (Schimp.) Mitt.
- Stereodon neglectus (Brid.) Brid.
- Stereodon nelsoni Broth.
- Stereodon nemorosus (Koch ex Brid.) Lindb.
- Stereodon nepalensis (Schwägr.) Mitt.
- Stereodon nitidifolius Mitt.
- Stereodon nitidulus (Wahlenb.) Mitt.
- Stereodon obtusifolius Mitt.
- Stereodon ochraceus (Turner ex Wilson) Mitt.
- Stereodon oldhamii Mitt.
- Stereodon orthothecius (Schwägr.) Mitt.
- Stereodon ozorezanensis (Paris) Broth. & Paris
- Stereodon paleaceus Mitt.
- Stereodon pallidulus Mitt.
- Stereodon pandurifolius (Herzog) Broth.
- Stereodon papillatus (Harv.) Mitt.
- Stereodon penicillatus Mitt.
- Stereodon pennatulus Mitt. ex Dixon
- Stereodon perrottetii (Mont.) Mitt.
- Stereodon pilosulus Mitt.
- Stereodon planulus Mitt.
- Stereodon planus (Brid.) Mitt.
- Stereodon plicatus (Müll.Hal.) Mitt.
- Stereodon plumifer Mitt.
- Stereodon propinquus (Harv.) Mitt.
- Stereodon prorepens Mitt.
- Stereodon pseudocircinalis (Kindb.) Broth. ex Paris
- Stereodon pseudocupressiformis (Müll.Hal.) Geh.
- Stereodon pseudodrepanium (Müll.Hal. & Kindb.) Broth. ex Paris
- Stereodon pseudofastigiatus (Müll.Hal. & Kindb.) H.Möller
- Stereodon pseudopratensis (Kindb.) Broth.
- Stereodon pseudorecurvans (Kindb.) Broth. ex Paris
- Stereodon pseudoreptans (Müll.Hal.) Mitt.
- Stereodon pseudostriatus (Müll.Hal.) Mitt.
- Stereodon ptychocarpon (Schwägr.) Mitt.
- Stereodon renauldii (Kindb.) Broth. ex Paris
- Stereodon renitens Mitt.
- Stereodon rostellatus Mitt.
- Stereodon rostratus (Griff.) Mitt.
- Stereodon russulus Mitt.
- Stereodon scaturiginus (Brid.) Mitt.
- Stereodon sciuroides (Hook.) Mitt.
- Stereodon semirevolutus (Müll.Hal.) Broth. ex Paris
- Stereodon sequoieti (Müll.Hal.) Broth. ex Paris
- Stereodon serrula Mitt.
- Stereodon setschwanicus Broth.
- Stereodon simlaensis Mitt.
- Stereodon spegazzinii (Müll.Hal.) Broth.
- Stereodon spiripes (Müll.Hal.) Mitt.
- Stereodon stissophyllus (Hampe & Müll.Hal.) Mitt.
- Stereodon subadnatus (Müll.Hal. & Kindb.) Broth. ex Paris
- Stereodon subcircinalis (Lorentz) Broth. ex Paris
- Stereodon subdemissus (Schimp. ex Besch.) Broth. ex Paris
- Stereodon subdenticulatus (Schimp.) Mitt.
- Stereodon subfalcatus (Schimp.) M.Fleisch.
- Stereodon subhamulosus Kindberg, 1910
- Stereodon subhumilis (Müll.Hal.) Mitt.
- Stereodon subsimplex (Hedw.) Mitt.
- Stereodon subsphaericarpus (Schleich. ex Brid.) Brid.
- Stereodon succosus Mitt.
- Stereodon surcularis Mitt.
- Stereodon tanytrichus (Mont.) Mitt.
- Stereodon tenuirostris (Bruch & Schimp. ex Sull.) Broth.
- Stereodon tenuis (Hook.) Mitt.
- Stereodon tristiculus Mitt.
- Stereodon tuberculatus Mitt.
- Stereodon tunguraguanus Mitt.
- Stereodon venustus (Reinw. & Hornsch.) Mitt.
- Stereodon vivicola C.Müller ex Brotherus, 1924
- Stereodon walterianus (Hampe) Mitt.